# Гаррупа-мармита
Гаррупа-мармита (лат. Cephalopholis cruentata) — вид лучепёрых рыб из семейства каменных окуней (Serranidae). Распространены в западной части Атлантического океана. Максимальная длина тела 42,6 см.

## Описание
Тело удлинённое, массивное, несколько сжато с боков, цилиндрической формы; по бокам покрыто ктеноидной чешуёй. Высота тела укладывается 2,5—2,9 раза в стандартную длину тела. Длина головы значительно меньше высоты тела и в 2,4—2,6 раза меньше длины тела. Межглазничное расстояние плоское. Рыло заметно длиннее диаметра глаза. Предкрышка закруглённая с зазубренными краями, угловая зазубрина не увеличенная; на углу небольшая выемка. Верхний край жаберной крышки выпуклый. На первой жаберной дуге 18—21 жаберных тычинок Передние и задние ноздри маленькие, равны по размерам. На обеих челюстях в передней части есть мелкие клыкообразные зубы; есть зубы на сошнике. У взрослых особей на задней части верхней челюсти отчётливо виден костный набалдашник. Окончание верхней челюсти заходит за вертикаль, проходящую через задний край глаза. В спинном плавнике 9 жёстких и 13—15 мягких лучей; удлинённых лучей нет. В анальном плавнике 3 жёстких и 8 мягких лучей. Основания спинного и анального плавников покрыты чешуёи и тонкой кожей. В грудных плавниках 16 мягких лучей. Хвостовой плавник закруглённый. В боковой линии 47—51 чешуй. Вдоль боковой линии 69—81 рядов чешуи.

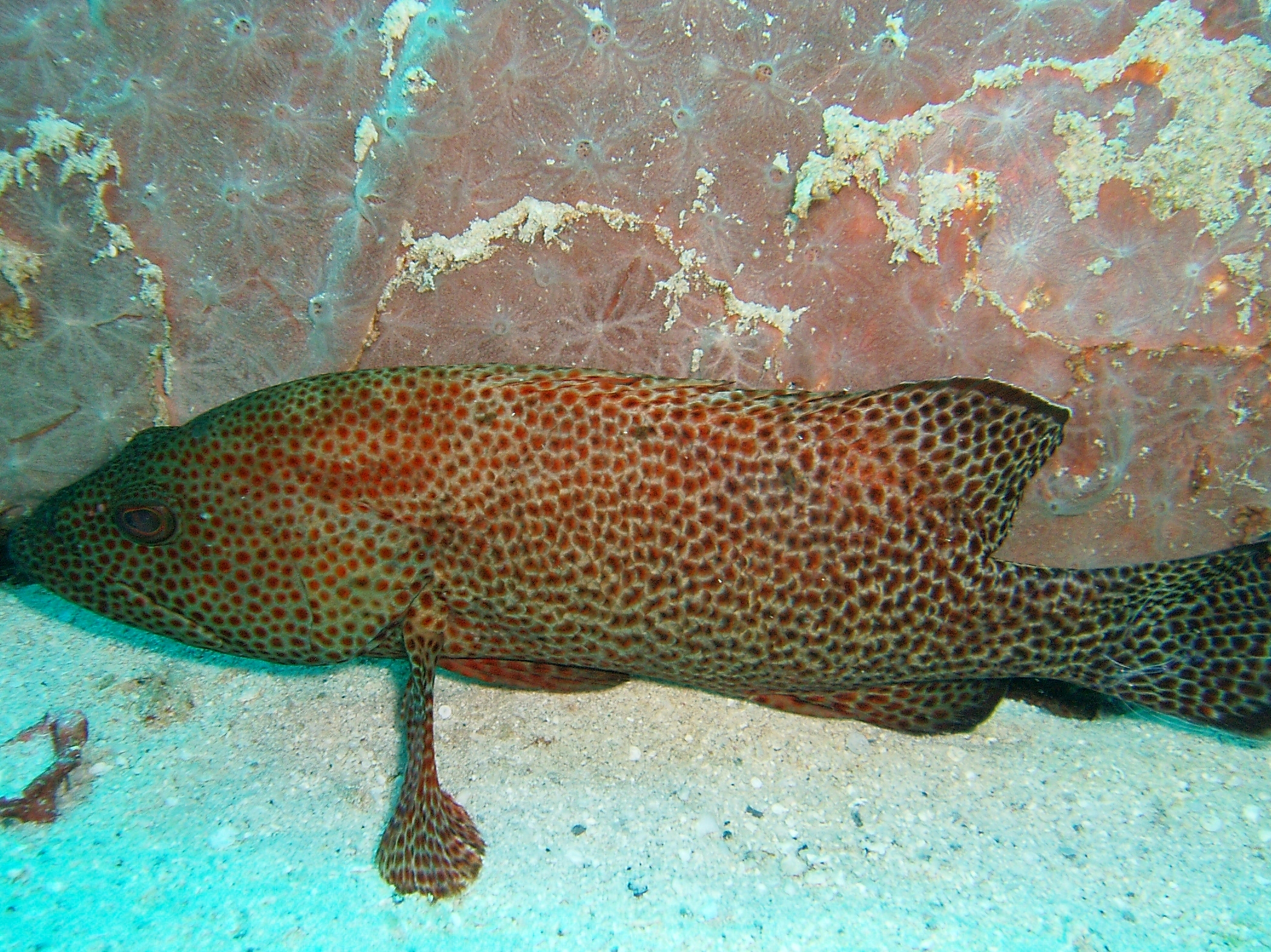

Голова, тело и плавники бледно-серого, коричневого или оливково-зелёного цвета; покрыты оранжево-коричневыми или красноватыми точками. У основания спинного плавника четыре отчётливые точки, цвет которых может быстро изменяться от чёрного до белого и обратно до чёрного. Иногда от нижней челюсти через глаз до затылка проходит белая полоса.
Молодые особи сероватого цвета, с желтоватым оттенком на голове и спине.
Максимальная длина тела 42,6 см, обычно около 20 см; масса тела — до 1,1 кг.

## Биология
Морские бентопелагические рыбы. Обитают в зарослях морской травы (преимущественно рода Thalassia) и у коралловых рифов. Обычны на глубинах от 3-х до 20, но встречаются до глубины 170 м. Ведут одиночный скрытный образ жизни. В дневные часы прячутся в расщелинах и других укрытиях или находятся вблизи мест укрытия. Охотятся в сумеречные и ночные часы.

### Питание
Взрослые особи питаются преимущественно рыбой (например, Chromis multilineata) и ракообразными; в ночные часы вклад ракообразных в рацион гаррупы возрастает. Молодь питается креветками и мелкими рыбами. Добычу поджидают в засаде и всасывают целиком вместе с водой. Наблюдали межвидовое взаимодействие гарруп с угреобразными в поисках пищи. 

## Размножение
Как и остальные представители рода гаррупа-мармита является последовательным протогиническим гермафродитом. Все особи рождаются самками и только в течение жизненного цикла изменяют пол и становятся самцами. Самки впервые созревают при длине тела 16 см. Большинство самок меняет пол в возрасте 4—5 лет при длине тела 20—23 см. Смена пола происходит сразу после нереста в августе и сентябре. Плодовитость самок (длина тела 29 см) достигает 263 тысяч икринок. Продолжительность жизни до 13 лет.

## Ареал
Распространены в тропических и субтропических водах центрально-западной части Атлантического океана от Северной Каролины до Флориды, у Бермудских и Багамских островов, в Карибском море и Мексиканском заливе.